# Judit Kajdácsi
Judit Kajdácsi (Budapest, 22 gennaio 1979) è un'ex cestista ungherese.

## Carriera

### Club
Dopo aver militato nel FTC Diego Budapest, dal 2003 al 2008 gioca nel Szeviep Szeged nel campionato ungherese.
A marzo 2008 passa alla Pallacanestro Ribera, con la quale disputa sei partite in Serie A1, con una media di 5,7 punti a partita.
Nella stagione 2008-09 gioca in Romania con il CSS-LMK SF. Gheorghe, mentre nel 2009-2010 passa in Turchia con il Botas Spor.

### Nazionale
Ha giocato nella Nazionale di pallacanestro femminile dell'Ungheria, partecipando anche alla fase finale dei FIBA EuroBasket Women 2003.